# Шекера, Дмитрий Олегович
Дмитрий Олегович Шекера (укр. Шекера Дмитро Олегович; род. 17 августа 1992 года) — украинский пловец в ластах.

## Карьера
Тренируется в киевской СДЮСТШ у Е. А. Яковлева.
Победитель Всемирных игр в эстафете.
Призёр чемпионата Европы 2008 года.